# Remigian Kiełczewski
Remigian Kiełczewski herbu Abdank – stolnik urzędowski w latach 1729–1740, podczaszy urzędowski w latach 1726–1729, podczaszy nurski.
Jako deputat województwa lubelskiego podpisał pacta conventa Stanisława Leszczyńskiego w 1733 roku. Był elektorem Stanisława Leszczyńskiego w 1733 roku.